# Phyllomydas currani
Phyllomydas currani is een vliegensoort uit de familie Mydidae. De wetenschappelijke naam van de soort is voor het eerst geldig gepubliceerd in 1943 door Hardy.
De soort komt voor in Mexico en de Verenigde Staten.